# Saison 1956-1957 des Celtics de Boston
La saison 1956-1957 des Celtics de Boston est la 11e saison de basket-ball de la franchise américaine de la National Basketball Association (généralement désignée par le sigle NBA).
Les Celtics jouent toutes leurs rencontres à domicile au Boston Garden. Entraînée par Red Auerbach, l'équipe réussit à terminer en tête de la saison régulière de la Division Est.
Les Celtics remportent leur premier titre NBA en battant en finale les Hawks de Saint-Louis quatre victoires à trois.

## Historique

### Draft
| Tour | Choix | Joueur       | Poste | Nationalité | Provenance     |
| ---- | ----- | ------------ | ----- | ----------- | -------------- |
| T    | –     | Tom Heinsohn | F/C   | États-Unis  | Holy Cross     |
| 2    | 13    | K.C. Jones   | G     | États-Unis  | San Francisco  |
| 4    | 29    | Dan Swartz   | F     | États-Unis  | Morehead State |

### All-Star Game
Le NBA All-Star Game est joué à Boston. Trois joueurs des Celtics sont retenus dans la selection Est : Bob Cousy, Tom Heinsohn et Bill Sharman. Les All-Star de l'Est battent les All-Star de l'Ouest 109-97, emmené par le MVP de la rencontre, Bob Cousy des Boston Celtics.

### Classement en saison régulière
| Division Est             | V  | D  | PCT  | GB |
| ------------------------ | -- | -- | ---- | -- |
| Celtics de Boston        | 44 | 28 | .611 | -  |
| Nationals de Syracuse    | 38 | 34 | .528 | 6  |
| Warriors de Philadelphie | 37 | 35 | .514 | 7  |
| Knicks de New York       | 36 | 36 | .500 | 8  |

### Playoffs
|  | Demi-finales de Division | Demi-finales de Division | Demi-finales de Division |                    |   | Finales de Division | Finales de Division | Finales de Division |  |  | Finales NBA | Finales NBA     | Finales NBA |
|  |                          |                          |                          |                    |   |                     |                     |                     |  |  |             |                 |             |
|  |                          |                          |                          |                    |   |                     |                     |                     |  |  |             |                 |             |
|  |                          | 1                        | St. Louis Hawks          | 3                  |   |                     |                     |                     |  |  |             |                 |             |
|  | Division Ouest           | 1                        | St. Louis Hawks          | 3                  |   |                     |                     |                     |  |  |             |                 |             |
|  |                          |                          | 2                        | Minneapolis Lakers | 0 |                     |                     |                     |  |  |             |                 |             |
|  | 3                        | Fort Wayne Pistons       | 2                        | Minneapolis Lakers | 0 | 0                   |                     |                     |  |  |             |                 |             |
|  | 3                        | Fort Wayne Pistons       |                          |                    |   | 0                   |                     |                     |  |  |             |                 |             |
|  | 2                        | Minneapolis Lakers       | 2                        |                    |   |                     |                     |                     |  |  |             |                 |             |
|  |                          |                          |                          |                    |   |                     |                     |                     |  |  | O1          | St. Louis Hawks | 3           |
|  |                          |                          | E1                       | Boston Celtics     | 4 |                     |                     |                     |  |  |             |                 |             |
|  |                          |                          |                          |                    |   |                     |                     |                     |  |  |             |                 |             |
|  |                          |                          |                          |                    |   |                     |                     |                     |  |  |             |                 |             |
|  |                          | 1                        | Boston Celtics           | 3                  |   |                     |                     |                     |  |  |             |                 |             |
|  | Division Est             | 1                        | Boston Celtics           | 3                  |   |                     |                     |                     |  |  |             |                 |             |
|  |                          |                          | 2                        | Syracuse Nationals | 0 |                     |                     |                     |  |  |             |                 |             |
|  | 3                        | Philadelphia Warriors    | 2                        | Syracuse Nationals | 0 | 0                   |                     |                     |  |  |             |                 |             |
|  | 3                        | Philadelphia Warriors    |                          |                    |   | 0                   |                     |                     |  |  |             |                 |             |
|  | 2                        | Syracuse Nationals       | 2                        |                    |   |                     |                     |                     |  |  |             |                 |             |

### Demi-finale de Division
Les Celtics sont exemptés du premier tour.

### Finale de Division
(1) Celtics de Boston vs. (2) Nationals de Syracuse : Boston remporte la série 3-0
- Game 1 @ Boston :  Boston 108, Syracuse 90
- Game 2 @ Syracuse :  Boston 120, Syracuse 105
- Game 3 @ Boston :  Boston 83, Syracuse 80

### Finales NBA
(E1) Celtics de Boston vs. (W1) Hawks de Saint-Louis : Boston remporte les Finales 4-3

#### Match 1
| 30 mars 1957 | Rapport | Hawks de Saint-Louis 125, Celtics de Boston 123                            | Hawks de Saint-Louis 125, Celtics de Boston 123 | Hawks de Saint-Louis 125, Celtics de Boston 123 | 2OT | Boston Garden, Boston |
| 30 mars 1957 | Rapport | Score par quart-temps : 31-21, 18-26, 22-27, 31-28 , OT1 11-11, OT : 12-10 |                                                 |                                                 | 2OT | Boston Garden, Boston |
| 30 mars 1957 | Rapport | Bob Pettit 37                                                              | Points                                          | Bill Sharman 36                                 | 2OT | Boston Garden, Boston |
| 30 mars 1957 | Rapport | Saint-Louis mène la série 1 à 0                                            |                                                 |                                                 | 2OT | Boston Garden, Boston |

Il aura fallu deux prolongations pour que les Hawks arrachent la victoire à Boston 125 à 123.

#### Match 2
| 31 mars 1957 | Rapport | Hawks de Saint-Louis 99, Celtics de Boston 119     | Hawks de Saint-Louis 99, Celtics de Boston 119 | Hawks de Saint-Louis 99, Celtics de Boston 119 |  | Boston Garden, Boston |
| 31 mars 1957 | Rapport | Score par quart-temps : 21-31, 22-31, 27-32, 29-25 |                                                |                                                |  | Boston Garden, Boston |
| 31 mars 1957 | Rapport | Ed Macauley 19                                     | Points                                         | Frank Ramsey, Bob Cousy 22                     |  | Boston Garden, Boston |
| 31 mars 1957 | Rapport | Égalité dans la série 1 à 1                        |                                                |                                                |  | Boston Garden, Boston |

#### Match 3
| 6 avril 1957 | Rapport | Celtics de Boston 98, Hawks de Saint-Louis 100     | Celtics de Boston 98, Hawks de Saint-Louis 100 | Celtics de Boston 98, Hawks de Saint-Louis 100 |  | Kiel Auditorium, Saint-Louis |
| 6 avril 1957 | Rapport | Score par quart-temps : 19-19, 25-21, 28-29, 26-31 |                                                |                                                |  | Kiel Auditorium, Saint-Louis |
| 6 avril 1957 | Rapport | Bill Sharman 28                                    | Points                                         | Bob Pettit 26                                  |  | Kiel Auditorium, Saint-Louis |
| 6 avril 1957 | Rapport | Saint-Louis mène la série 2 à 1                    |                                                |                                                |  | Kiel Auditorium, Saint-Louis |

#### Match 4
| 7 avril 1957 | Rapport | Celtics de Boston 123, Hawks de Saint-Louis 118    | Celtics de Boston 123, Hawks de Saint-Louis 118 | Celtics de Boston 123, Hawks de Saint-Louis 118 |  | Kiel Auditorium, Saint-Louis |
| 7 avril 1957 | Rapport | Score par quart-temps : 31-36, 35-17, 30-37, 27-28 |                                                 |                                                 |  | Kiel Auditorium, Saint-Louis |
| 7 avril 1957 | Rapport | Tom Heinsohn 19 Bill Russell 20                    | Points Rebonds                                  | Bob Pettit 33 Bob Pettit 16                     |  | Kiel Auditorium, Saint-Louis |
| 7 avril 1957 | Rapport | Égalité dans la série 2 à 2                        |                                                 |                                                 |  | Kiel Auditorium, Saint-Louis |

Grâce à un excellent second quart temps avec 18 points de plus, les Celtics remportent cette rencontre à Saint-Louis et reviennent à 2 victoires partout, effaçant ainsi leur faux pas du premier match à Boston.

#### Match 5
| 9 avril 1957 | Rapport | Hawks de Saint-Louis 109, Celtics de Boston 124    | Hawks de Saint-Louis 109, Celtics de Boston 124 | Hawks de Saint-Louis 109, Celtics de Boston 124 |  | Boston Garden, Boston |
| 9 avril 1957 | Rapport | Score par quart-temps : 30-21, 30-38, 25-35, 24-30 |                                                 |                                                 |  | Boston Garden, Boston |
| 9 avril 1957 | Rapport | Bob Pettit 33                                      | Points                                          | Bill Sharman 32                                 |  | Boston Garden, Boston |
| 9 avril 1957 | Rapport | Boston mène la série 3 à 2                         |                                                 |                                                 |  | Boston Garden, Boston |

Dans ce match c'est un duel de marqueur avec Bob Pettit 33 pts et Bill Sharman 32 pts. Mais les Celtics après un premier quart temps difficile avec 9 points de retard, construisent leur succès au fil du match avec 3 quart-temps gagnés respectivement de 8, 10 et 6 points pour l'emporter finalement de 15 points : 124 à 109.

#### Match 6
| 11 avril 1957 | Rapport | Celtics de Boston 94, Hawks de Saint-Louis 96      | Celtics de Boston 94, Hawks de Saint-Louis 96 | Celtics de Boston 94, Hawks de Saint-Louis 96 |  | Kiel Auditorium, Saint-Louis |
| 11 avril 1957 | Rapport | Score par quart-temps : 23-22, 28-27, 27-28, 16-19 |                                               |                                               |  | Kiel Auditorium, Saint-Louis |
| 11 avril 1957 | Rapport | Tom Heinsohn 28 Bill Russell 23                    | Points Rebonds                                | Bob Pettit 32 Bob Pettit 23                   |  | Kiel Auditorium, Saint-Louis |
| 11 avril 1957 | Rapport | Égalité dans la série 3 à 3                        |                                               |                                               |  | Kiel Auditorium, Saint-Louis |

Match très serré. Boston mène à la mi-temps 51 à 49, mais Saint-Louis gagne finalement 96 à 94 pour revenir à trois victoires partout et l'honneur de disputer, deux jours plus tard, le titre dans la salle de Boston.

#### Match 7
| 13 avril 1957 | Rapport | Hawks de Saint-Louis 123, Celtics de Boston 125                             | Hawks de Saint-Louis 123, Celtics de Boston 125 | Hawks de Saint-Louis 123, Celtics de Boston 125 | 2OT | Boston Garden, Boston |
| 13 avril 1957 | Rapport | Score par quart-temps : 28-26, 25-25, 24-32, 26-20, OT1 10-10, OT : 2 10-12 |                                                 |                                                 | 2OT | Boston Garden, Boston |
| 13 avril 1957 | Rapport | Tom Heinsohn 37                                                             | Points                                          | Bob Pettit 39                                   | 2OT | Boston Garden, Boston |
| 13 avril 1957 | Rapport | Boston gagne la série 4 à 3 et remporte le titre NBA 1957                   |                                                 |                                                 | 2OT | Boston Garden, Boston |

Bill Russell, le pivot des Celtics, établit un nouveau record de rebonds pour un rookie pour un match de finales, lors du septième match, avec 32 rebonds. Il établit aussi le record de rebonds par match pour un rookie avec 22,9 rebonds par match.

## Effectif

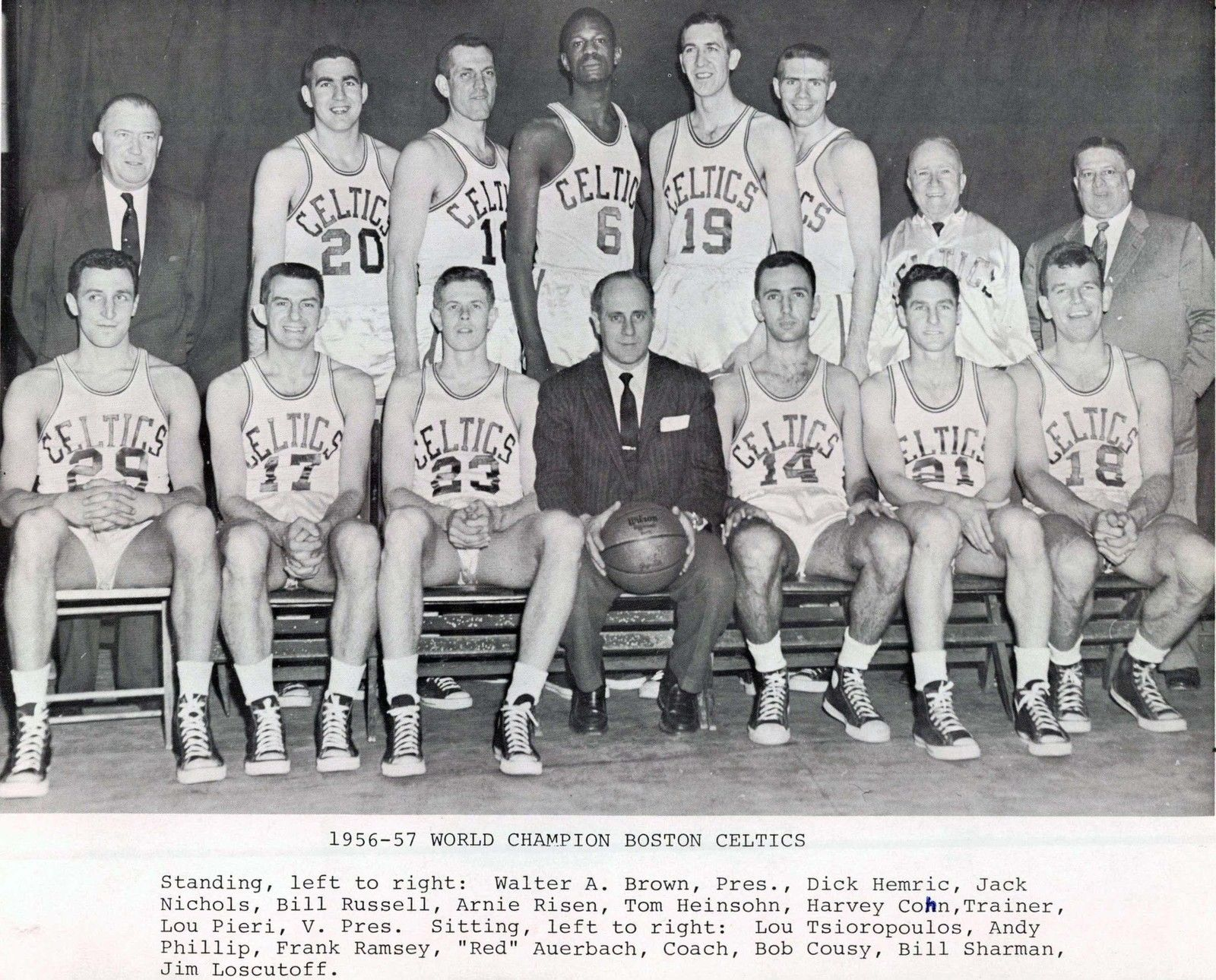
L'équipe en 1956-57.

| Pos. | Cinq de Départ | Banc         | Réserve          | Inactifs |
| ---- | -------------- | ------------ | ---------------- | -------- |
| Pi   | Bill Russell   | Arnie Risen  |                  |          |
| AiF  | Tom Heinsohn   | Jack Nichols | Dick Hemric      |          |
| Ai   | Jim Loscutoff  | Frank Ramsey | Lou Tsioropoulos |          |
| Ar   | Bill Sharman   | Andy Phillip |                  |          |
| Me   | Bob Cousy      |              |                  |          |

## Statistiques

### Saison régulière
| Joueur           | Matchs | Min./m. | % Tir | % LF | Rbds/m. | Pass/m. | Pts/m. |
| ---------------- | ------ | ------- | ----- | ---- | ------- | ------- | ------ |
| Bob Cousy        | 64     | 36.9    | .378  | .821 | 4.8     | 7.5     | 20.6   |
| Tom Heinsohn     | 72     | 29.9    | .397  | .790 | 9.8     | 1.6     | 16.2   |
| Dick Hemric      | 67     | 15.7    | .344  | .695 | 4.5     | 0.6     | 5.4    |
| Jim Loscutoff    | 70     | 31.7    | .345  | .706 | 10.4    | 1.3     | 10.6   |
| Jack Nichols     | 61     | 22.5    | .363  | .794 | 6.1     | 1.4     | 8.2    |
| Togo Palazzi     | 21     | 11.1    | .347  | .719 | 3.6     | 0.4     | 5.0    |
| Andy Phillip     | 67     | 22.0    | .379  | .642 | 2.7     | 2.5     | 4.4    |
| Frank Ramsey     | 35     | 23.1    | .393  | .791 | 5.1     | 1.9     | 11.9   |
| Arnie Risen      | 43     | 21.7    | .388  | .679 | 6.7     | 1.2     | 8.0    |
| Bill Russell     | 48     | 35.3    | .427  | .492 | 19.6    | 1.8     | 14.7   |
| Bill Sharman     | 67     | 35.9    | .416  | .905 | 4.3     | 3.5     | 21.1   |
| Lou Tsioropoulos | 52     | 12.9    | .309  | .775 | 4.0     | 0.6     | 4.4    |

### Playoffs
| Joueur        | Matchs | Min./m. | % Tir | % LF | Rbds/m. | Pass/m. | Pts/m. |
| ------------- | ------ | ------- | ----- | ---- | ------- | ------- | ------ |
| Bob Cousy     | 10     | 44.0    | .324  | .747 | 6.1     | 9.3     | 20.2   |
| Tom Heinsohn  | 10     | 37.0    | .390  | .710 | 11.7    | 2.0     | 22.9   |
| Dick Hemric   | 2      | 9.5     | .143  |      | 4.5     | 0.5     | 1.0    |
| Jim Loscutoff | 10     | 25.9    | .284  | .643 | 8.3     | 0.5     | 8.0    |
| Jack Nichols  | 10     | 11.7    | .400  | .600 | 1.7     | 0.7     | 3.5    |
| Andy Phillip  | 10     | 12.8    | .364  | .400 | 2.0     | 1.7     | 2.2    |
| Frank Ramsey  | 10     | 22.9    | .463  | .780 | 4.3     | 1.7     | 12.2   |
| Arnie Risen   | 10     | 15.2    | .444  | .655 | 5.8     | 0.8     | 7.5    |
| Bill Russell  | 10     | 40.9    | .365  | .508 | 24.4    | 3.2     | 13.9   |
| Bill Sharman  | 10     | 37.7    | .381  | .953 | 3.5     | 2.9     | 21.1   |

## Récompenses
- Bob Cousy, NBA Most Valuable Player[3]
- Tom Heinsohn, NBA Rookie of the Year[4]
- Bob Cousy, All-NBA First Team (pour la sixième fois)
- Bill Sharman, All-NBA First Team (pour la quatrième fois)